# Distretto di Qijiang
Il distretto di Qijiang (cinese semplificato: 綦江区; cinese tradizionale: 綦江區; mandarino pinyin: Qíjiāng Qū) è un distretto di Chongqing. Ha una superficie di 2.748 km² e una popolazione di 1.213.770 abitanti al 2010.